# Bucha (Saale-Holzland)
Bucha est une municipalité allemande du land de Thuringe, dans l’arrondissement de Saale-Holzland, au centre de l’Allemagne.

## Patrimoine naturel
On y trouve la réserve naturelle de Leutratal et Cospoth.

## Source de la traduction
- (de) Cet article est partiellement ou en totalité issu de l’article de Wikipédia en allemand intitulé « Bucha (bei Jena) » (voir la liste des auteurs).